# きしろ杯争奪関西女流メイショウ戦
きしろ杯争奪関西女流メイショウ戦（きしろはいそうだつ かんさいじょりゅうメイショウせん）は、日本将棋連盟関西本部が主催し、デイリースポーツ社・神戸新聞社が後援、株式会社きしろの協賛で行われていた将棋の女流棋戦。2005年度創設の非公式戦で、2008年度（第4回）まで開催された。決勝は例年1月下旬頃に行われていた。

## 仕組み
日本将棋連盟関西本部所属の女流棋士と育成会員に女性アマチュア選抜者2名を加えた計16名によりトーナメント方式で争われた。1回戦から準決勝は関西将棋会館で同日一斉に行われ、2回戦と準決勝は公開対局となっていた。決勝は、翌年に兵庫県・明石市生涯学習センターで開催される「明石将棋フェスティバル」内で行われた。
持ち時間は準決勝までが各40分、決勝が各60分（いずれも対局時計使用）で、使い切ったら1手30秒未満。

## その他
- 本棋戦は、将棋人気の拡大と関西女流棋士のレベルアップを図った内藤國雄九段の発案に、船舶エンジン部品メーカー「きしろ」の社長および中央競馬の馬主であり、将棋もアマチュア六段の棋力を持つ松本好雄が応える形で始まった。
- 棋戦名の「メイショウ」は松本好雄が所有する競走馬の冠名。第1回の開催発表時点では漢字の「名将」が当てられていたが、開催前に「メイショウ」に改められた。
- 優勝者には賞金30万円が贈られる他に、男性タイトル経験棋士と平手での賞金付き記念対局が組まれた。第1回には有吉道夫九段、第2回には福崎文吾九段、第3回には南芳一九段が登場した[4]。

## 歴代決勝結果
称号・段級位等は対局当時のもの。
| 回 | 対局日        | 優勝             | 準優勝           |
| -- | ------------- | ---------------- | ---------------- |
| 1  | 2006年2月5日  | 岩根忍女流初段   | 石内奈々絵アマ   |
| 2  | 2007年1月21日 | 里見香奈女流1級  | 山田朱未女流初段 |
| 3  | 2008年1月20日 | 村田智穂女流初段 | 岩根忍女流初段   |
| 4  | 2009年1月25日 | 岩根忍女流初段   | 里見香奈倉敷藤花 |